# Distretto di İyidere
Il distretto di İyidere (in turco İyidere ilçesi; greco: περιοχὴ Καλοποτάμου periochḕ Kalopotámou; in armeno Ասփեթի շրջանի? Aspʼetʼi šrǰani) è un distretto della provincia di Rize, in Turchia.

## Vicegovernatori
Di seguito l'elenco dei vicegovernatori del distretto:
- ... (...-2010)
- Mehmet Çağrı Özpolat (2010-...)